# Telostylus babiensis
Telostylus babiensis är en tvåvingeart som beskrevs av Meijere 1916. Telostylus babiensis ingår i släktet Telostylus och familjen Neriidae. Inga underarter finns listade i Catalogue of Life.